# Гостия

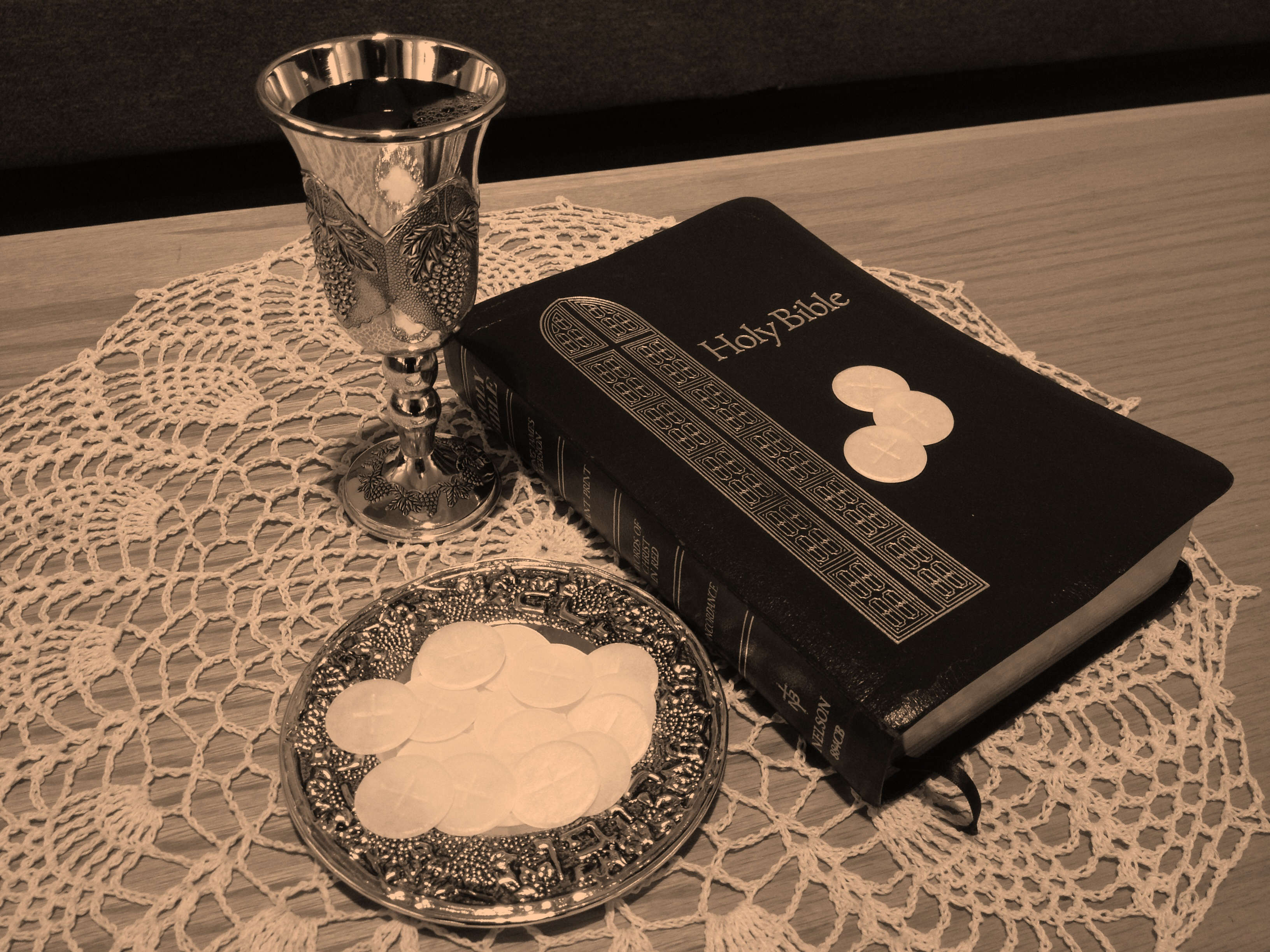
Гостии — на блюде

Го́стия (хо́стия, о́штия, от лат. hostia — «жертва») — евхаристический хлеб в католицизме латинского обряда, а также англиканстве и ряде других протестантских церквей. Используется во время литургии для таинства Евхаристии. В католических храмах уже освящённые гостии, ставшие Святыми Дарами, помещаются в дарохранительницу, располагаемую либо за алтарём, либо в боковом приделе храма.
Гостии — опресноки, выпекаются из пресного теста, состоящего исключительно из муки и воды. Для их изготовления с XII века используются специальные формы с рельефными изображениями распятия, агнца и других христианских символов, благодаря чему эти изображения отображаются на выпеченных гостиях. В католицизме часто, но не всегда, приготовлением гостий занимаются монахини.
В восточных католических церквях, как и в православии, а также некоторых протестантских церквях для таинства Евхаристии используется квасной хлеб (см. просфора).
В некоторых русскоязычных текстах (в том числе литературных) можно встретить в качестве синонима для обозначения гостии слово обла́тка (oblatio — «приношение, предложение, дар»; в русском через средневерхненемецкий; синоним προσφορά). Русские католики избегают такого словоупотребления.
Также не следует путать гостии с традиционно выпекаемыми в Польше и других странах Восточной Европы рождественскими хлебцами (облатками), которые, однако, не имеют никакого богослужебного использования.